# 高山水芹
高山水芹（学名：Oenanthe hookeri）是伞形科水芹属的植物。分布于印度以及中国大陆的西藏、云南等地，生长于海拔2,600米至3,000米的地区，常生长在林下潮湿沟边或水边，目前尚未由人工引种栽培。